# Activity Monitor
Activity Monitor — утіліта для виконання різноманітних операцій над процесами в Mac OS X. Деякі функції:
- Вихід або "вбиття" ("killing") комп'ютерного процесу
- Перегляд завантаженності CPU
- Перегляд кількості зайнятої та вільної RAM, SWAP
- Перегляд кількості записів та зчитувань жорсткими дисками
- Перегляд місткості накопичувачів
- Моніторинг використання мережі
- Огляд виконуючихся процесів
- Перегляд ID процесів
- Перегляд інформації про конкретний процес